# Crash d'un Learjet 55 à Philadelphie
Le crash d'un Learjet 55 à Philadelphie (ou vol Med Jets 056) s'est produit le 31 janvier 2025 alors qu'un avion de Jet Rescue Air Ambulance effectuant un vol d'évacuation sanitaire vers le Mexique s'est écrasé sur la ville de Philadelphie peu après son décollage du Northeast Philadelphia Airport, en Pennsylvanie (États-Unis). L'impact a mis le feu à plusieurs bâtiments et véhicules. Cet accident aérien a coûté la vie aux six personnes à bord, ainsi qu'à une au sol, et fait plusieurs dizaines de blessés.

## Accident

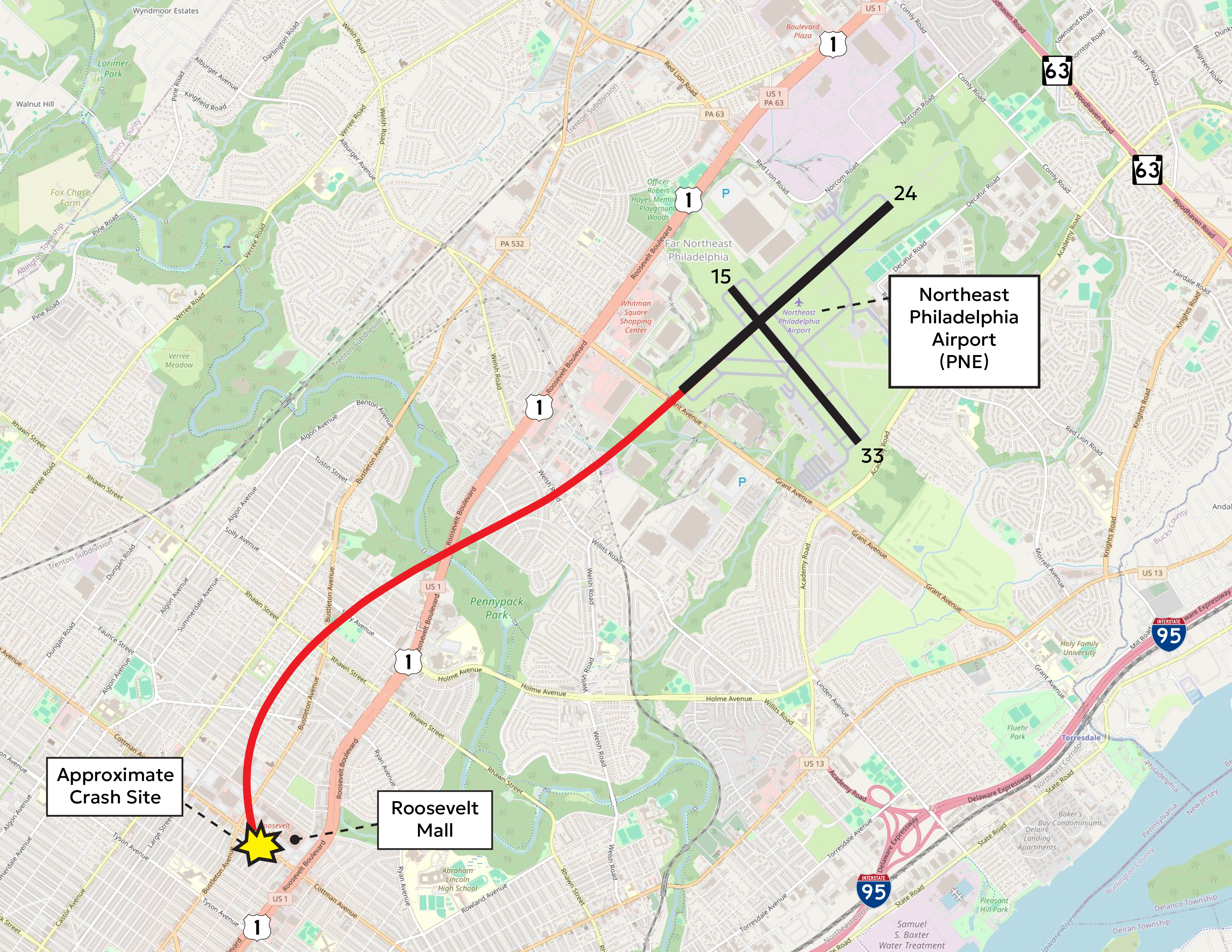
Trajectoire de l'appareil.

Le 31 janvier 2025, peu après 18 h 06 (heure de la côte-Est), un jet s’écrase près du centre commercial de Roosevelt Mall quelques instants seulement après son décollage du Northeast Philadelphia Airport. Il avait atteint une altitude de 1 650 pieds (environ 500 mètres) avant de piquer avec un taux de chute atteignant 11 000 pieds par minute (55 m/s).
Le point d'impact est à l'intersection de l'avenue Cottman et l'entrée de la zone commerciale de Roosevelt Mall,. Une caméra Ring capture l’avion « tombant du ciel » et produisant une large explosion accompagnée d’épais nuages de fumée. Plusieurs bâtiments ainsi que des véhicules ont pris feu, les incendies se sont propagés aux habitations voisines. Un conducteur meurt dans sa voiture et les débris font plusieurs blessés au sol,. La couverture médiatique de la chaîne de télévision locale, WTXF-TV, montre un vaste champ de débris et plusieurs incendies.
L'avion se rendait à Springfield dans le Missouri pour une escale avant sa destination finale : Tijuana au Mexique, sous l'indicatif MTS56 (Medservice 56). 
Il y avait à bord deux membres d'équipage, deux membres du personnel médical ainsi qu'une jeune patiente en pédiatrie et sa mère, tous de nationalité mexicaine.

## Investigation
La FAA annonce qu'elle enquête sur l'accident, sous la direction du National Transportation Safety Board (NTSB). Le NTSB déclare qu'un enquêteur arrive le 31 janvier et que d'autres responsables arrivent le 1er février 2025.
L'ancien enquêteur du NTSB, Alan Diehl, indique que les causes possibles de l'accident incluent l'entretien du Learjet ou l'expérience de l'équipage.
Le 2 février, le NTSB récupère l'avertisseur de proximité du sol, qui peut contenir des données de vol, ainsi que les deux moteurs de l'appareil. Les objets sont envoyés au laboratoire d'enregistrement des véhicules du NTSB à Washington, D.C. pour une évaluation.

## Réactions
Le département de police de Philadelphie déclenche une réponse d’urgence à l’échelle de la ville afin de contenir la propagation des incendies causés par l'accident.

## Accident antérieur
Le 1er novembre 2023, un autre avion d'évacuation sanitaire de Jet Rescue, un Learjet 35A, s'était écrasé après un atterrissage trop long sur l'aéroport international de Carnavaca (en), au Mexique, provoquant la mort de ses quatre occupants,.
Jet Rescue Air Ambulance, nom sous lequel exerce la société mexicaine Med Jets, S.A. de C.V.,, comptait avant ces deux crashs un hélicoptère et dix avions Learjet médicalisés.